# BG Rock I
BG Rock I е първият албум на Контрол и втори на Нова генерация и е издаден съвместно през 1988 г.

### Страна А
Контрол
1. Програма 2:13
2. Обичам те, мила 4:10
3. 100 – 150 3:56
4. Без думи 4:46
5. Свобода 2:25
6. Не умирахме от щастие 5:04

Музиката и аранжиментите са на „Контрол“. Текстовете са на Владимир Попчев (1,2,3,5,6) и Николай Йорданов и Владимир Попчев (4).

### Страна Б
Нова Генерация
1. Ловецът на сърца 3:12
2. Само двама 2:30
3. Страх 3:15
4. Суета 3:15
5. Нарцис 88 4:07
6. Ледове 5:25

Музиката и аранжиментите са на „Нова генерация“. Автор на текстовете е Димитър Воев.